# Microplanus mollis
Microplanus mollis är en spindelart som beskrevs av Alfred Frank Millidge 1991. Microplanus mollis ingår i släktet Microplanus och familjen täckvävarspindlar.
Artens utbredningsområde är Colombia. Inga underarter finns listade i Catalogue of Life.